# Cattedrale di Nantes
La cattedrale dei Santi Pietro e Paolo di Nantes (in lingua francese: Cathédrale Saint-Pierre-et-Saint-Paul de Nantes; in lingua bretone: Iliz-Veur Sant-Pêr-ha-Sant-Paol Naoned) è una cattedrale in stile gotico della Chiesa cattolica che sorge nella città di Nantes. La sua costruzione è durata più di 450 anni, dal 1434 al 1891, ma tale lungo periodo non ha inciso sulla qualità e la coerenza del suo stile gotico. È classificata monumento storico dal 1862.

## Storia

### Edifici precedenti
Il sito sarebbe stato in origine occupato da un tempio druidico dedicato a Bouljanus.
L'attuale cattedrale è stata preceduta da tre edifici religiosi cristiani, sorti nel medesimo luogo:
- una basilica edificata nel IV secolo
- una prima cattedrale costruita nel VI secolo;
- una seconda cattedrale costruita nell'XI secolo.

#### San Chiaro e la prima chiesa
Una tradizione leggendaria fa risalire al III secolo l'arrivo a Nantes di san Chiaro, primo vescovo della città, venuto da Roma recando un chiodo proveniente dalla croce sulla quale era stato martirizzato san Pietro. Per custodire la reliquia, egli fece costruire una cappella, che dedicò ai Santi Pietro e Paolo. In effetti si è trovata traccia di un oratorio a ovest della città.
Ma fu nel IV secolo che venne realizzata una vera e propria chiesa, questa volta a est, là dove oggi si trova la cattedrale. L'edificio fu collocato presso la cinta muraria gallo-romana e questa posizione ne condizionò lo sviluppo successivo: poiché l'abside era molto vicina ai bastioni, l'estensione della futura cattedrale fu in seguito limitata da tale circostanza. Sotto questa prima basilica vennero scavate tre piccole cripte. Essa durò fino al VI secolo, quando il bisogno di accogliere un numero maggiore di fedeli indusse la fondazione di una struttura più grande.
Da non confondere con la prima basilica è la chiesa parrocchiale denominata "San Giovanni del Battistero", che fu costruita nel IV o V secolo sul suo lato settentrionale e le cui vestigia furono scoperte in occasione degli scavi condotti dal canonico Durville fra il 1910 e il 1913. Questa chiesa, che era anche la sede del vicariato, ossia la parte della diocesi che si estendeva fra la Loira, la diocesi di Angers e il corso dell'Erdre, era composta da una navata tagliata da un transetto, priva di abside. Come indica il suo nome, l'edificio conteneva un battistero: in effetti, nella navata sono stati trovati i resti di due piscine battesimali. Una di esse, risalente al IV secolo, formava un bacino ottagonale a lati diseguali di 0,60/0,71 metri di lunghezza, per un diametro di 1,56 metri e una profondità di circa 1 metro. L'altra, del VI secolo, consisteva in un blocco circolare di muratura con un diametro di 3,65 metri e 0,70 metri di profondità, sul fondo del quale c'era un'apertura ottagonale incorniciata di mattoni, che costituiva propriamente il battezzatoio. Il transetto della chiesa fu distrutto verso la fine del IX secolo, mentre la navata scomparve fra il 1469 e il 1486 per fare posto all'ampliamento della cattedrale verso nord.

#### La prima cattedrale
La costruzione della prima cattedrale cominciò nella prima metà del VI secolo su iniziativa del vescovo Eumerio II. Essa venne consacrata nel 567/568 oppure il 30 settembre 580 dal suo successore Felice I.
L'edificio aveva tre navate, con tre corrispondenti portali in facciata, ed era sormontata da una torre quadrata con una lanterna a forma di cupola. La cattedrale suscitò l'ammirazione di Venanzio Fortunato. Diversi scavi archeologici effettuati nel XIX e nel XX secolo dimostrano la ricchezza e la magnificenza di questa chiesa, che fu senza dubbio un obiettivo primario per i Normanni nel corso del IX e del X secolo.
Il 24 giugno 843, in occasione di un'incursione normanna, il vescovo Guntardo venne massacrato nella chiesa con i suoi fedeli. Fra l'897 e il 906 il vescovo Fulcherio fece effettuare lavori di restauro, ma nel 919 la chiesa fu nuovamente saccheggiata e data alle fiamme. Fu soltanto alla fine del X secolo che l'edificio venne ricostruito su iniziativa di Guérech, duca di Bretagna e conte-vescovo di Nantes. Risale a quest'epoca il nucleo della cripta medievale. Un ambizioso progetto di ampliamento, dovuto probabilmente al vescovo Benedetto di Cornovaglia fra il 1079 e il 1111, fu abbandonato dopo la costruzione delle fondamenta del braccio meridionale del transetto.

#### La cattedrale romanica

Stemma del capitolo della cattedrale di Nantes

Per ricostruire la cattedrale si scelse di non distruggere la cripta di Guérech. Poiché quest'ultima non era sotterranea, per costruire il coro fu necessario alzare il suolo. La navata, forse affiancata da delle navate laterali, era probabilmente coperta da tre cupole come la cattedrale di Le Puy-en-Velay. L'ipotesi generalmente condivisa pone il periodo di costruzione dopo il 1130. Non ci sono dati certi circa l'aspetto esteriore e i dettagli di questa cattedrale. Alla fine del XII secolo il coro venne modificato. Nel 1415 un incendio causò l'abbattimento di una torre quadrata, fra il XVI e il XVII secolo fu soppressa parte del braccio meridionale del transetto e l'intera struttura romanica scomparve entro il 1886. A quest'epoca non rimaneva altro che la cripta sotto il coro e alcuni capitelli, oggi conservati al Museo Dobrée.

### La cattedrale attuale
La costruzione dell'edificio attuale fu inizialmente condotta da Guillaume de Dammartin - i cui legami con Guy de Dammartin o con Jean de Dammartin (architetto delle cattedrali di Tours e di Le Mans) sono semplici supposizioni - e poi da Mathurin Rodier, su impulso del duca Giovanni V di Bretagna e del vescovo Jean de Malestroit, che posero la prima pietra il 14 aprile 1434.
La metà del XV secolo è in effetti un periodo propizio per simili progetti, giacché la Bretagna aveva ritrovato una sufficiente prosperità commerciale grazie ad una politica diplomatica opportunistica e abile, che le aveva permesso di rimanere relativamente al riparo dei problemi europei dell'epoca, in particolare fra i regni di Francia e d'Inghilterra.
Inoltre, la fondazione di una cattedrale così imponente e il coinvolgimento nel progetto del potere ducale contribuivano alla legittimazione di questo potere in un contesto difficile, seguito alle guerre di successione del ducato di Bretagna. D'altra parte, Nantes non fu la sola città a beneficiare di questa politica: basti citare ad esempio la realizzazione della facciata della cattedrale di Quimper, iniziata dieci anni prima, nel 1424.
La facciata della nuova cattedrale fu completata entro la fine del XV secolo, le torri nel 1508, la navata centrale e quelle laterali all'inizio del XVI secolo, la volta gotica della navata, il braccio meridionale del transetto e gli archi rampanti nel XVII secolo. Un progetto di completamento del XVII secolo (del quale resta un bozzetto) prevedeva di aggiungere un transetto e una corta abside addossata ai bastioni. La demolizione delle mura a est della città permise il completamento della cattedrale nel XIX secolo: il braccio settentrionale del transetto e l'abside vennero iniziati nel 1840, il vecchio coro romanico fu abbattuto a partire dal 1876 per fare posto ad un coro neogotico e l'antica torre della crociera venne rimossa nel 1886. I lampadari della navata furono realizzati verso il 1870 dall'orafo François Evellin.
Dopo 457 anni di lavori, la cattedrale venne inaugurata il 25 dicembre 1891 dal vescovo Jules-François Le Coq.

### I lavori di restauro

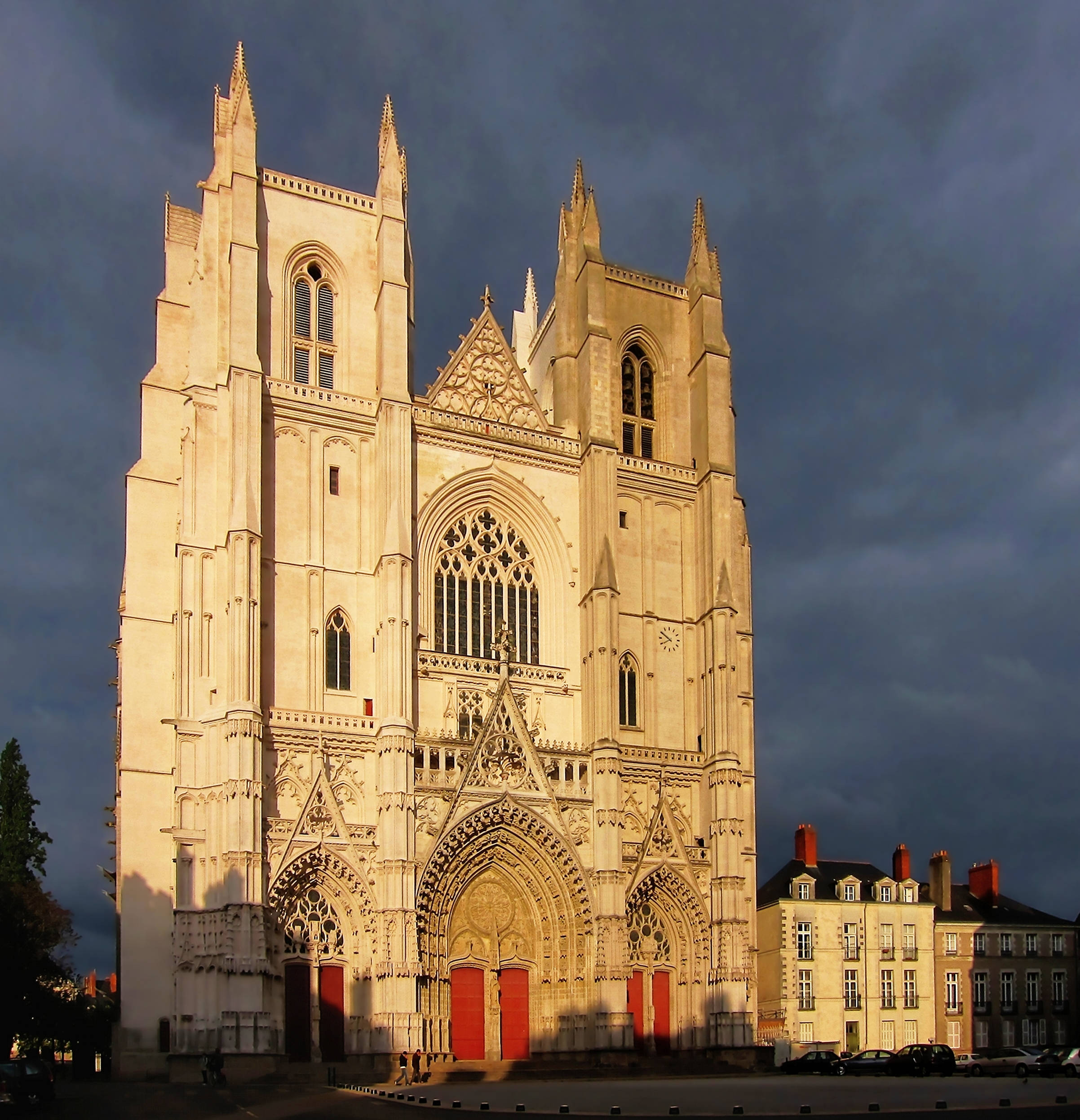
La facciata in corso di restauro.

La cattedrale conobbe una lunga fase di degrado nel corso del XVIII secolo. Durante la rivoluzione francese essa venne trasformata in arsenale e scuderia, finché un decreto dipartimentale del 1794 la consacrò ufficialmente alla celebrazione di feste pubbliche. Il 25 maggio 1800 l'esplosione di una polveriera nella torre degli Spagnoli del castello dei duchi di Bretagna causò gravi danni alla parte meridionale della cattedrale.
I violenti bombardamenti del 15 giugno 1944 provocarono danni all'edificio, per rimediare ai quali vennero iniziati importanti lavori di restauro. Il 28 gennaio 1972, quando i restauri erano quasi completati, nel sottotetto scoppiò un gigantesco incendio, originato da una saldatrice lasciata malauguratamente accesa da un operaio. Prima di venire domato dai pompieri, il fuoco distrusse gran parte della travatura e causò numerosi altri danni.
In seguito a questo evento, a cui bisogna aggiungere il degrado dovuto all'inquinamento urbano, furono intrapresi nuovi, imponenti lavori di restauro. In tale occasione vennero ricostruite le decorazioni della facciata occidentale, così come si presentavano in origine nel XV secolo. Oggi questi lavori non sono ancora terminati, poiché si intendono effettuare interventi simili anche sulla facciata est della torre meridionale, poi sul portale del transetto settentrionale e infine sull'abside.

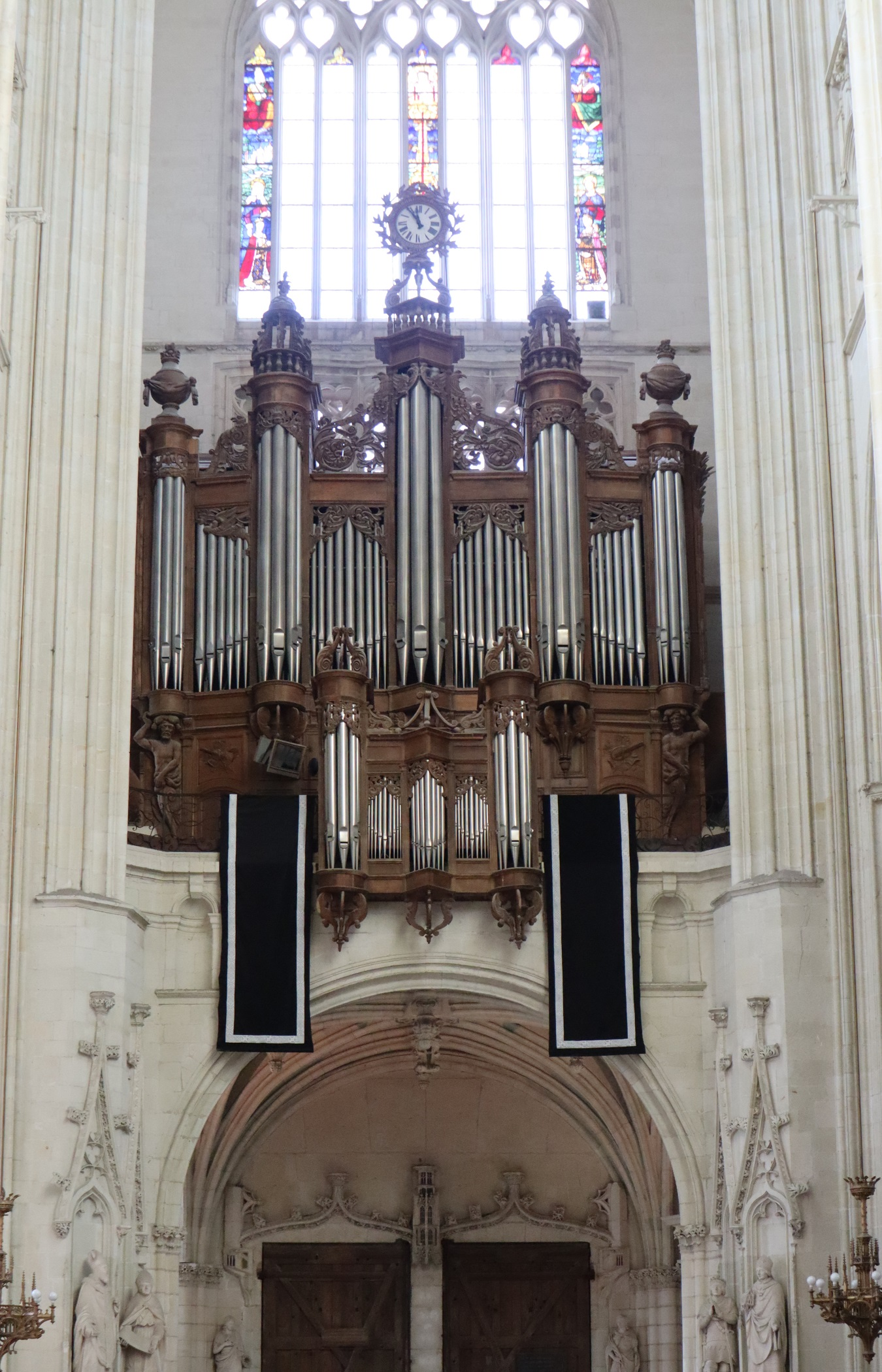
L'organo maggiore della cattedrale, distrutto nell'incendio del 2020

La mattina del 18 luglio 2020, alle ore 7:30 circa, è stato appiccato da un volontario diocesano un incendio doloso alla cattedrale, che ha coinvolto le navate e anche la zona dov'è ubicato l'organo, il quale è risultato completamente distrutto. Nell'incendio venne distrutta anche una tela di Hippolyte Flandrin intitolata San Clario che guarisce i ciechi.

## L'edificio

### Architettura

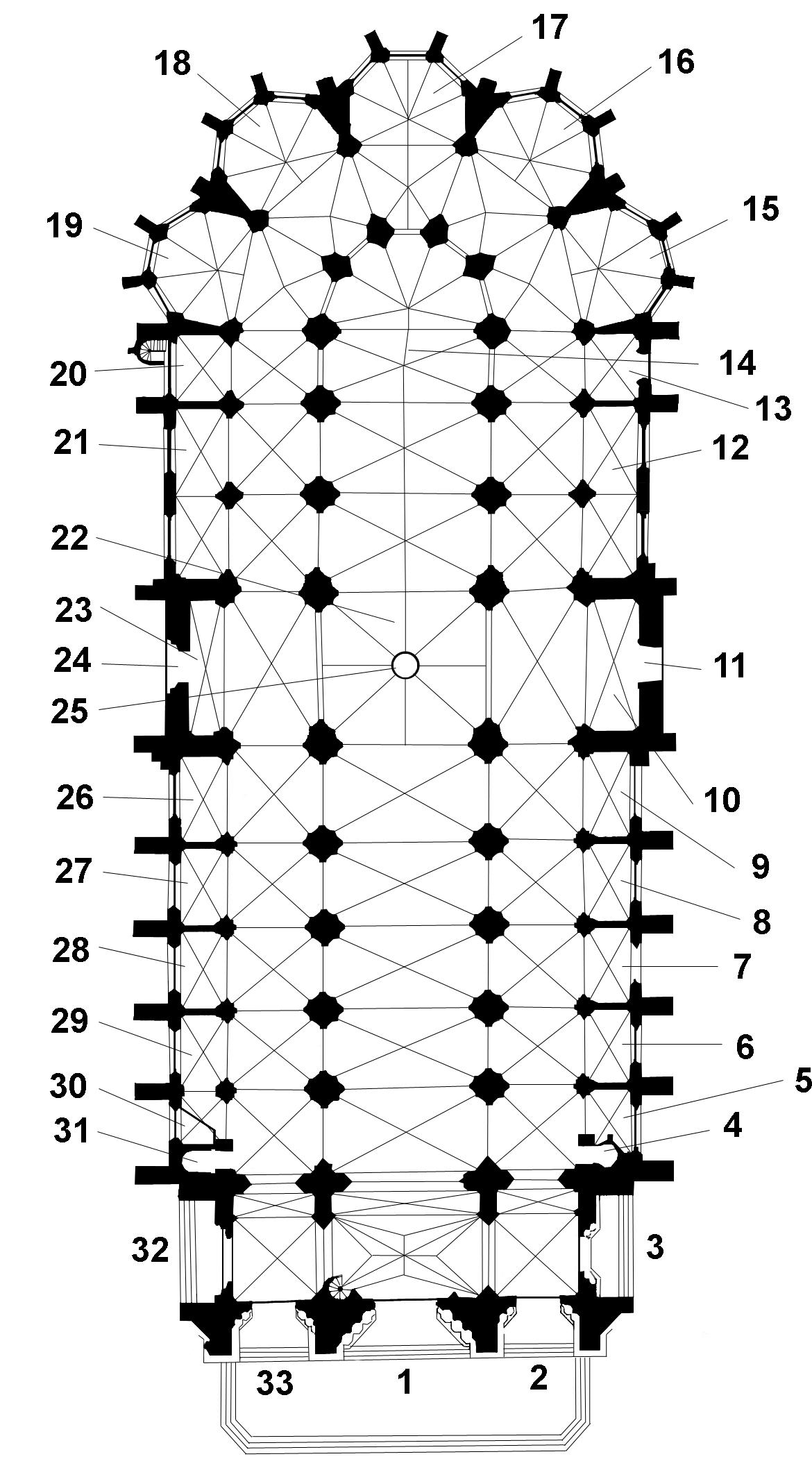
Pianta della cattedrale.

Le dimensioni della cattedrale sono le seguenti:
- altezza delle torri: 63 m
- altezza della copertura: 49 m
- altezza della navata centrale: 37,5 m
- lunghezza interna: 103 m
- larghezza interna: 38,5 m
- lunghezza del coro: 30 m

La facciata è racchiusa fra due torri alquanto massicce, la cui sommità è a terrazza. Essa presenta alcune particolarità, come la presenza di un pulpito esterno, destinato ad essere usato per predicare alla folla radunata sulla piazza, e di cinque portali con strombature riccamente decorate, tre frontali e due laterali. I portali sono dedicati come segue:
- il portale frontale centrale (n. 1 sulla pianta) al giudizio universale;
- il portale frontale destro (n. 2) a San Paolo;
- il portale frontale sinistro (n. 33) a San Pietro;
- il portale laterale destro (n. 3) a Sant'Ivo;
- il portale laterale sinistro (n. 32) ai Santi Donaziano e Rogaziano.

Il portale centrale venne completato nel 1481. Re Enrico IV lo varcò nel 1598, in occasione del suo passaggio a Nantes per la firma dell'editto di tolleranza.
Se la facciata nel suo complesso non ha né l'eleganza né la nobiltà architettonica di altri edifici gotici coevi, l'interno risulta notevole, in particolare per la bianchezza del tufo calcareo (accentuata dai recenti restauri) e per le imponenti dimensioni della navata.

### Elementi significativi
- All'interno della cattedrale si può ammirare il monumento funebre del duca Francesco II di Bretagna e di sua moglie Margherita di Foix, realizzato all'inizio del XVI secolo da Michel Colombe e Jean Perréal. Considerato come un capolavoro della scultura francese, esso presenta uno stile che si pone a cavallo fra le epoche (il medioevo e il rinascimento) e unisce armoniosamente influssi francesi e italiani. Il sepolcro in marmo, che Michel Colombe impiegò cinque anni a realizzare (1502-1507), è decorato dalle statue dei dodici apostoli e da quattro figure femminili, che rappresentano le virtù cardinali (fortezza, giustizia, prudenza e temperanza). Il monumento funebre fu sistemato nella cattedrale nel 1817.
- La cattedrale ospita il cenotafio del generale de Lamoricière, monumento eretto nel 1878 per volere di papa Pio IX, quale ringraziamento per i servigi resi dal generale, originario di Nantes, allo Stato pontificio.
- La creazione dei 500 metri quadrati di vetrate è stata affidata a Jean Le Moal e ad Anne Le Chevallier, che le realizzarono fra il 1978 e il 1988.

### Le cripte
La cattedrale ha due cripte:
- una cripta romanica dell'XI secolo, dotata di pilastri, risalente all'epoca della seconda cattedrale. Vi sono esposti oggetti liturgici: pissidi, calici, incensieri. Da segnalare la croce del vescovo Félix Fournier (1870-1877), realizzata dall'orafo François Evellin nel 1870 e classificata monumento storico nel 1982[14]
- la cripta dei vescovi, dove sono radunate le tombe dei vescovi di Nantes.

### Gli organi

#### Organo maggiore
I documenti testimoniano la presenza di un organo nella cattedrale a partire già dal XV secolo. L'organo dal quale deriva lo strumento attuale è opera di Jacques Girardet per la parte centrale, risalente al 1619; le parti laterali, aggiunte nel 1768, sono di Adrien Lépine. Nel 1784 François-Henri Clicquot, organaro del re, rimaneggiò lo strumento, che risultò infine avere 49 registri, 5 tastiere e una pedaliera.
Durante la rivoluzione francese, l'organista Denis Joubert salvò l'organo dalla vendita o dalla distruzione rendendolo partecipe delle feste che si svolgevano all'interno della cattedrale. Nel 1833 il capitolo affidò a Geiger, organaro di Nantes, il compito di restaurare lo strumento, ma il lavoro rimase a lungo incompiuto e fu terminato solo nel 1893.
Il 15 giugno 1944 l'organo subì danneggiamenti a seguito di un violento bombardamento su Nantes. Lo strumento venne quindi nuovamente restaurato e il numero di registri fu portato a 74. L'organo è andato completamente distrutto in un incendio nel 2020.

#### Organo corale
Le cerimonie ordinarie sono generalmente accompagnate dall'organo del coro, chiamato "organo piccolo", che tuttavia è il più grande organo d'accompagnamento di Francia. Realizzato nel 1897 da Louis Debierre, è dotato di 33 registri. Danneggiato dai bombardamenti del 1944 e poi dall'incendio del 1972, fu restaurato e restituito alle sue funzioni nel 1985. La parte strumentale dell'organo è classificata monumento storico dal 1982

## Galleria d'immagini

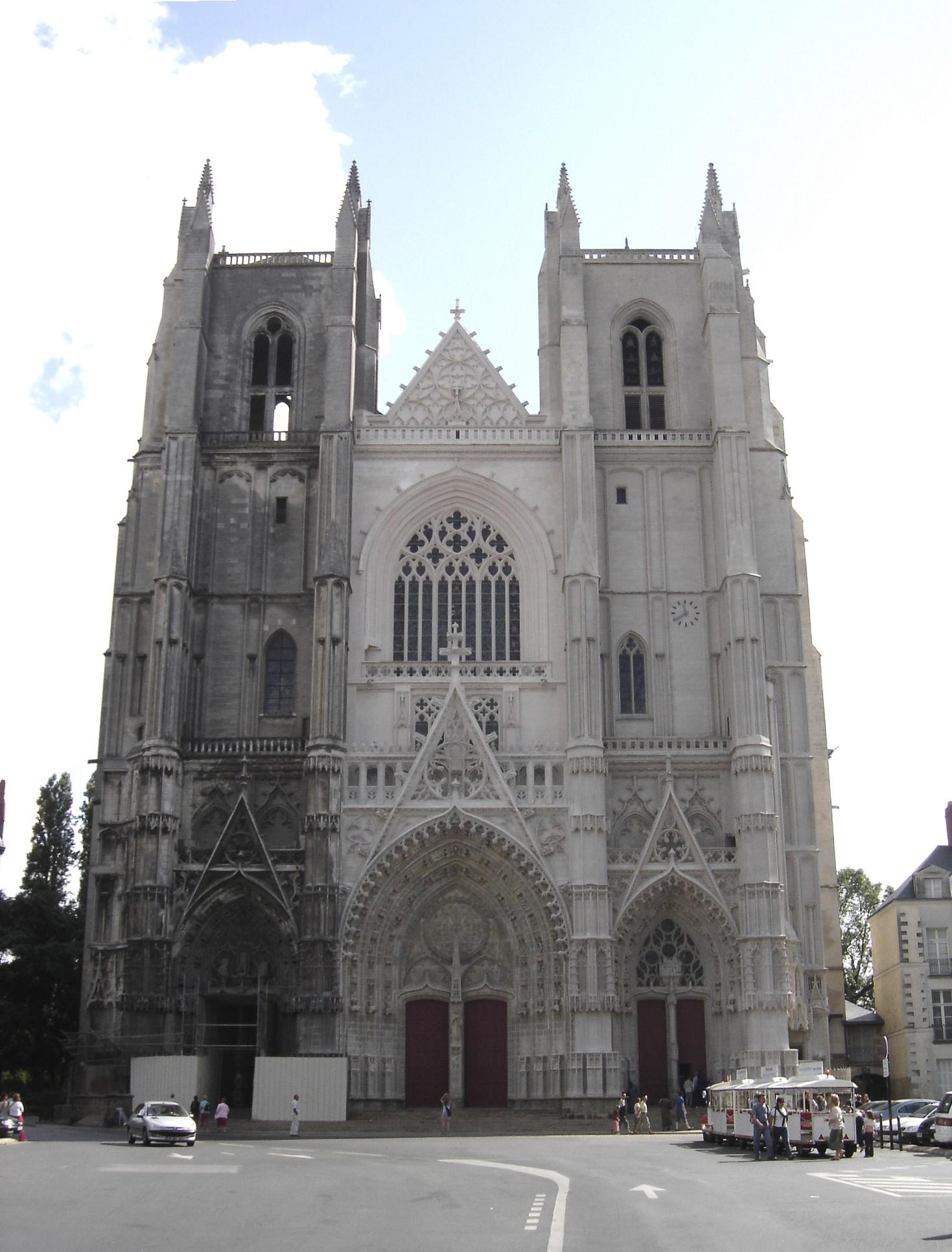
La facciata nel 2005, in corso di restauro.
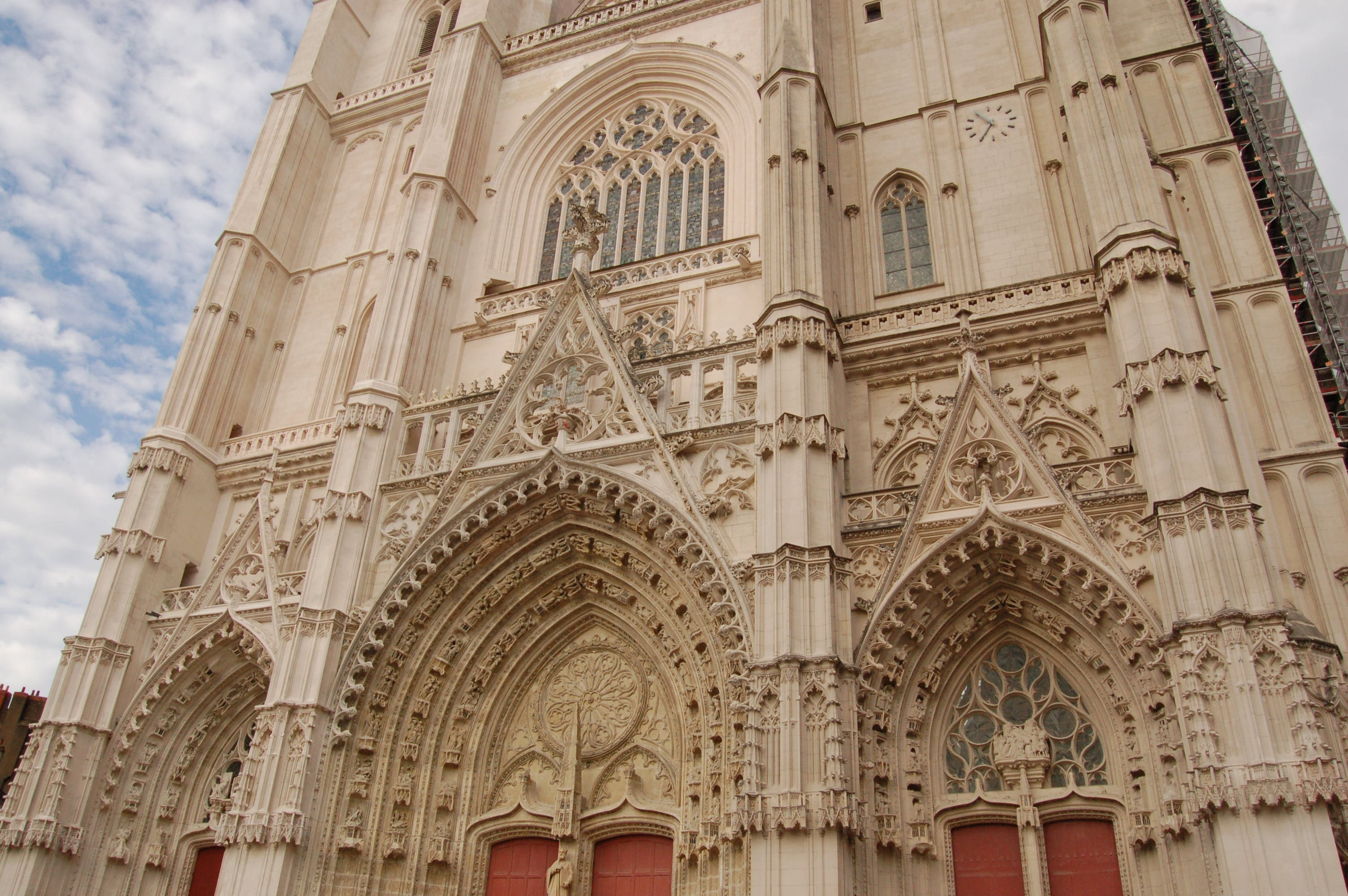
Dettaglio della facciata nel 2008, dopo il restauro.
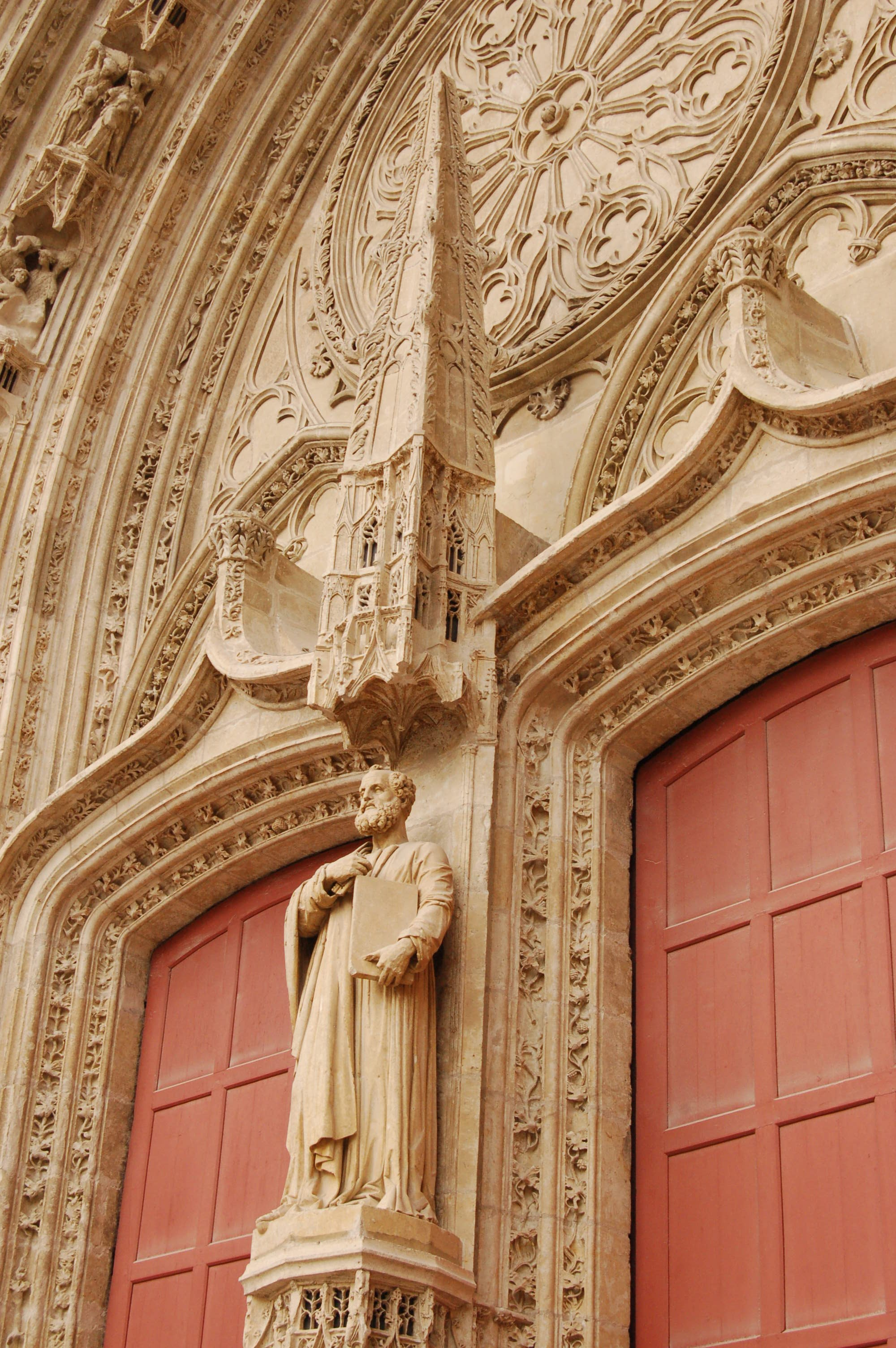
Il portale di San Pietro con la statua del santo.
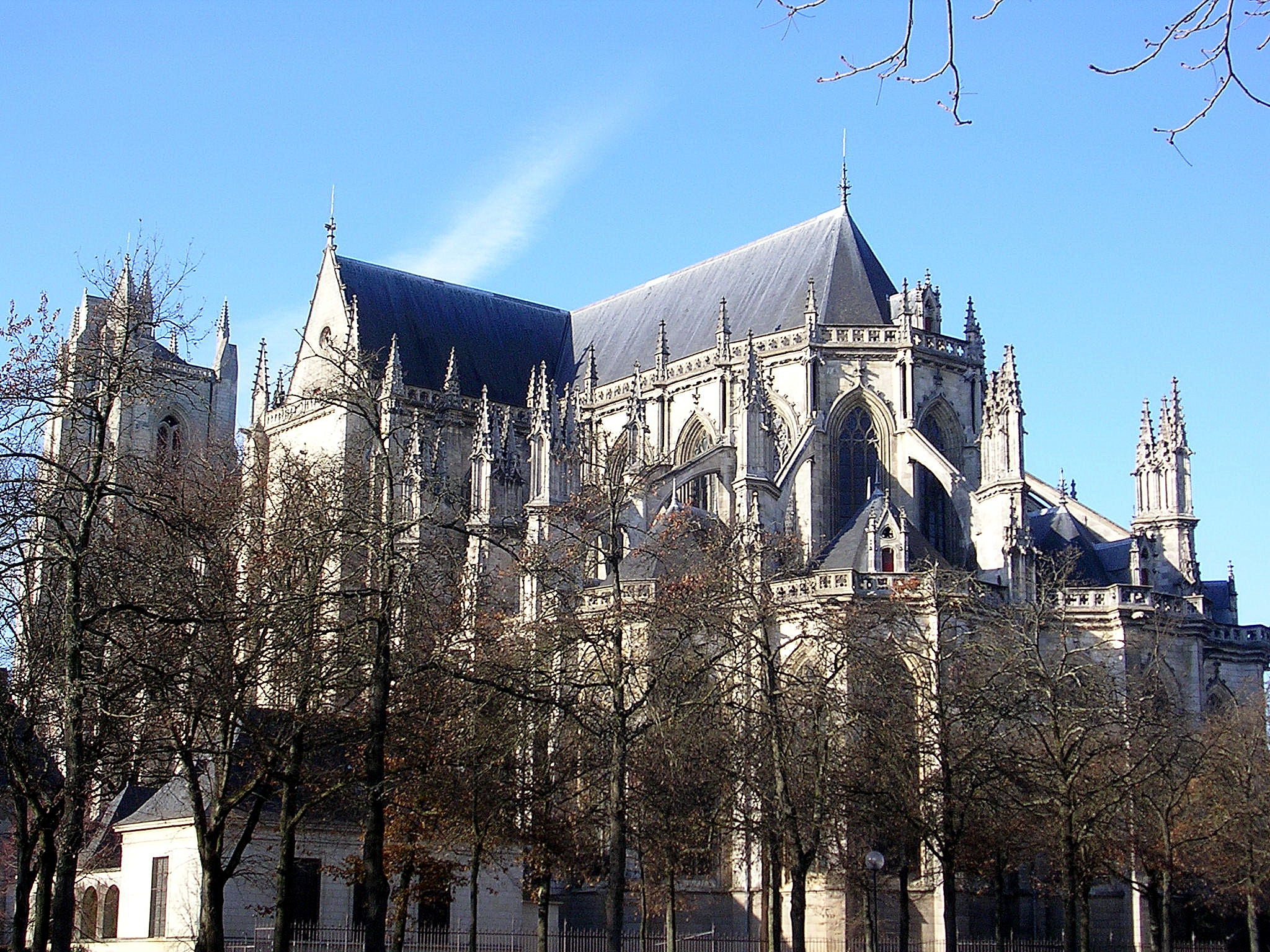
L'esterno della parte absidale.
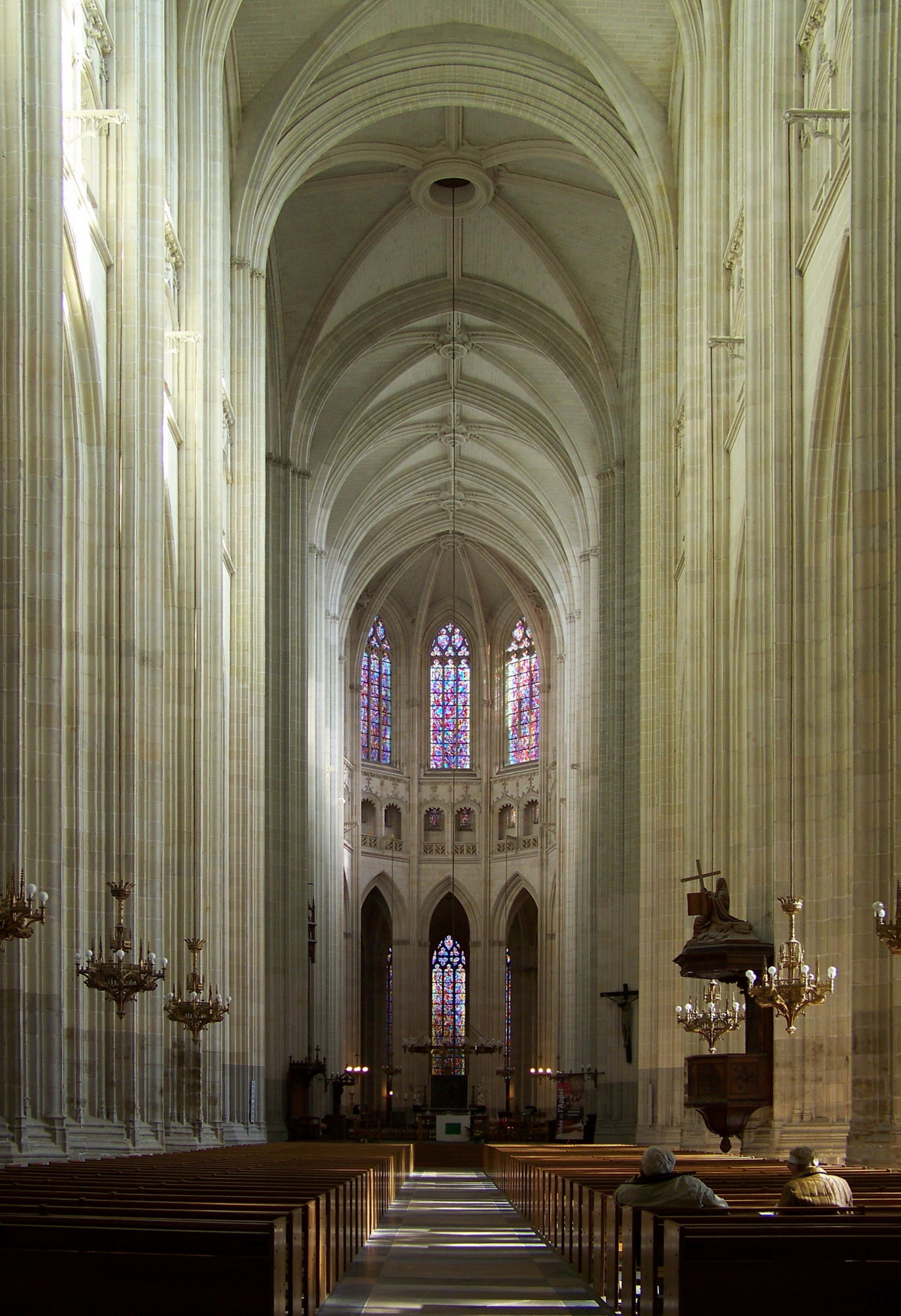
La navata centrale.
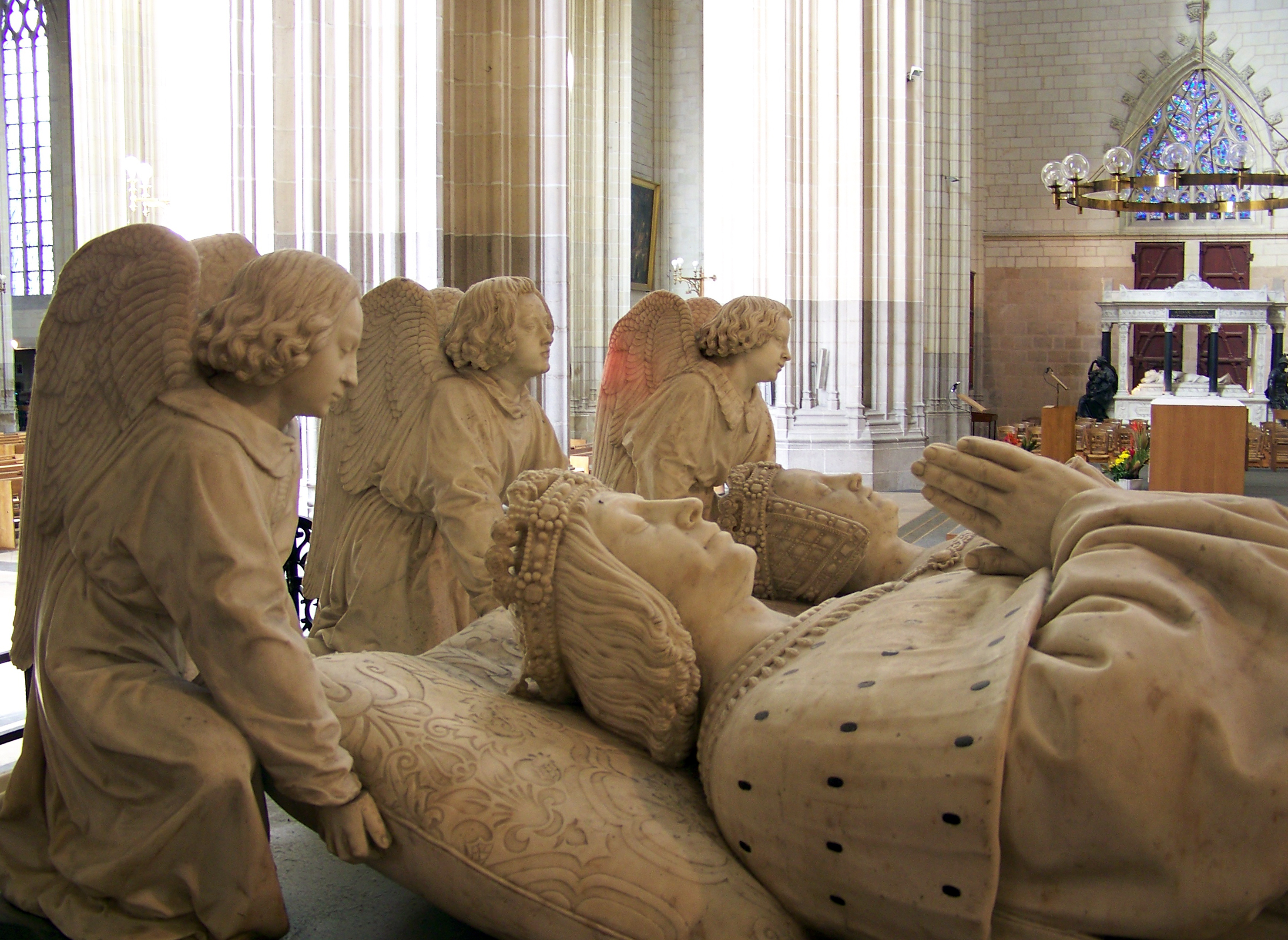
Particolare della tomba di Francesco II di Bretagna.
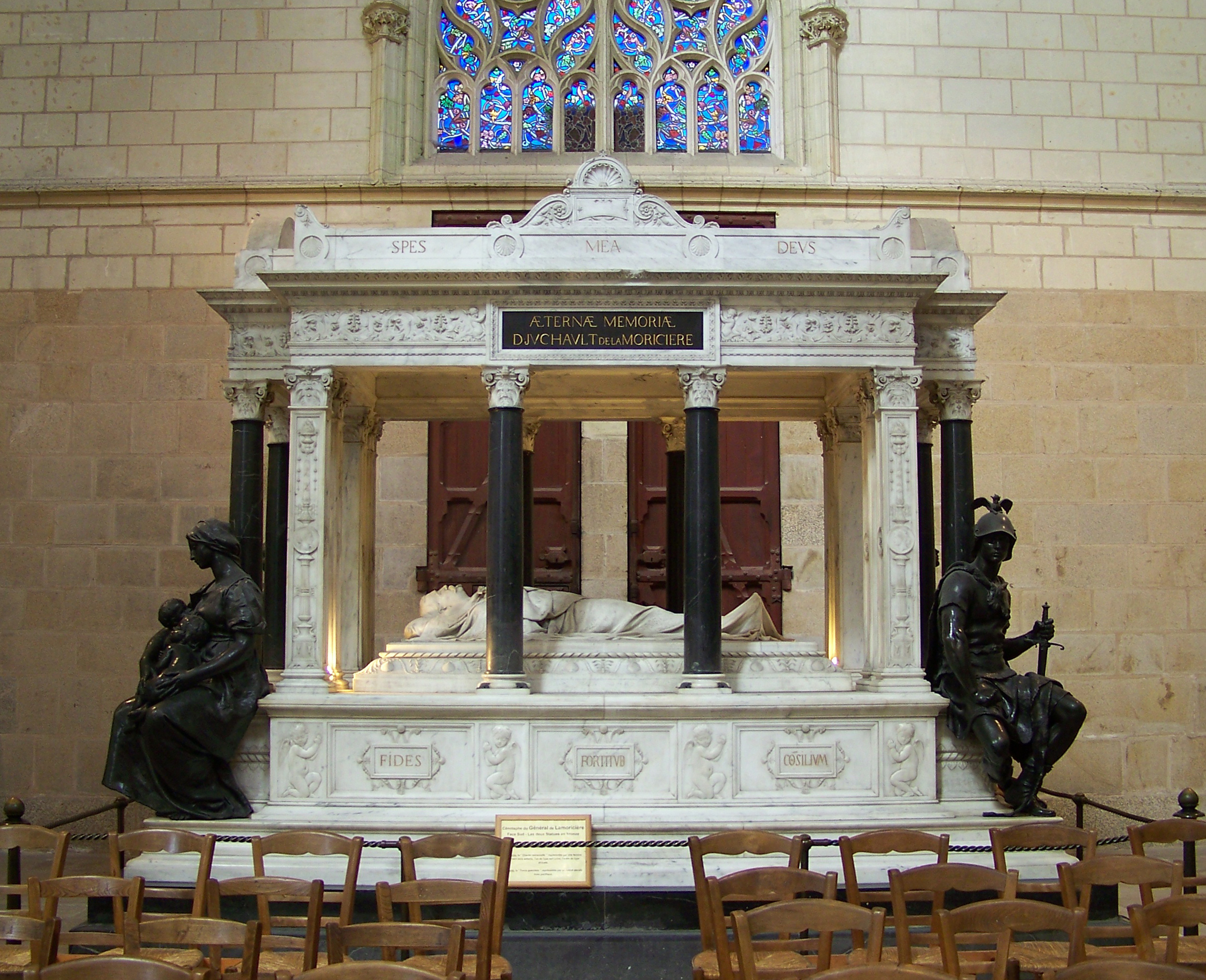
Cenotafio del generale de Lamoricière.
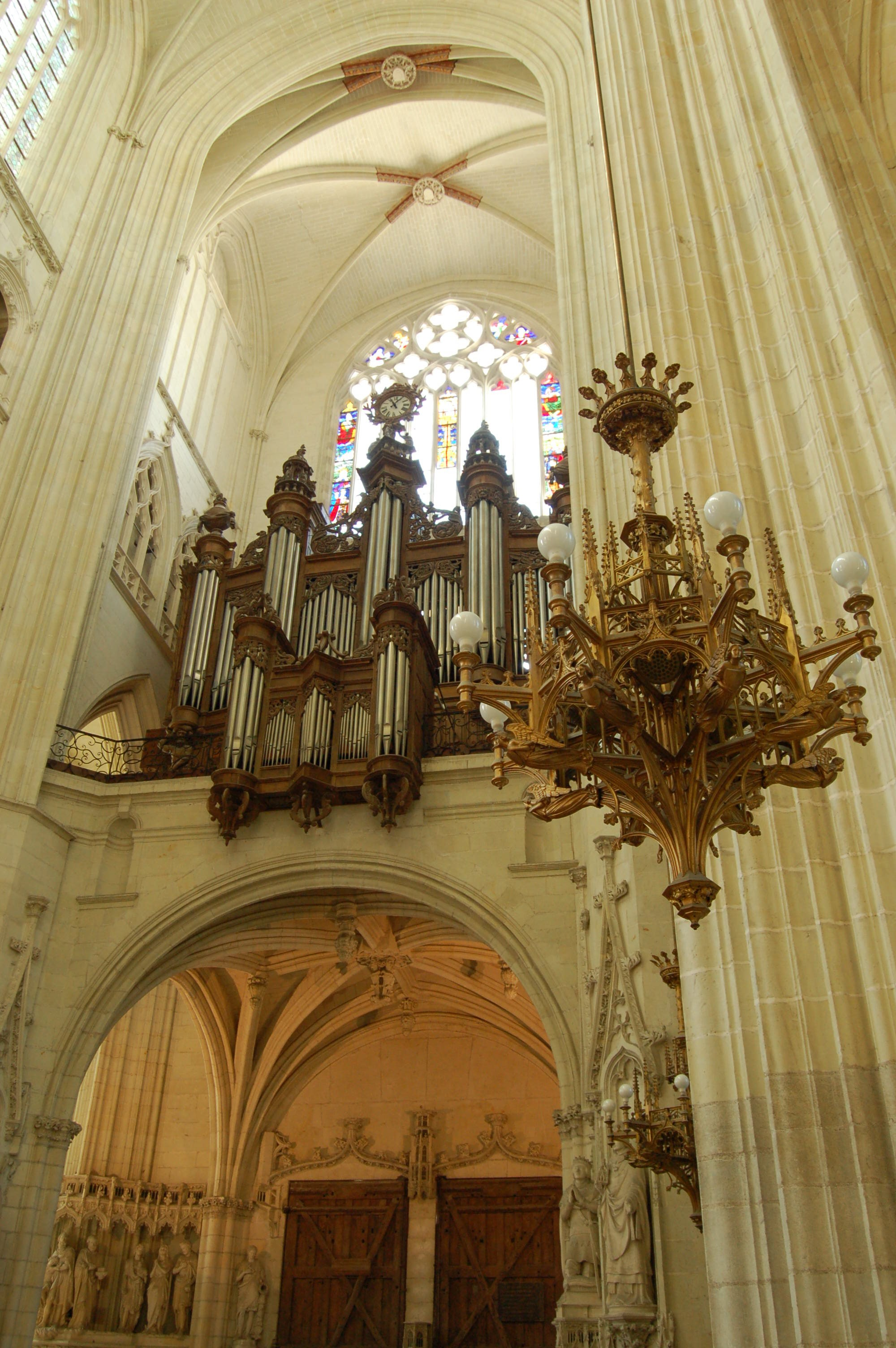
L'organo maggiore, completamente distrutto nell'incendio del 2020.